# Reales de La Vega
O Reales de La Vega é um clube profissional de basquetebol situada na província de La Vega,  República Dominicana que disputa atualmente a LNB. Manda seus jogos na Palacio de los Deportes Fernando Teruel com capacidade de 3.400 espectadores.

## Títulos

### Liga Nacional de Baloncesto
- - Campeão (1x):2005
  - Finalista (2x):2008 e 2011